# Bisallardiana marginicollis
Bisallardiana marginicollis är en skalbaggsart som beskrevs av Lea 1917. Bisallardiana marginicollis ingår i släktet Bisallardiana och familjen Cetoniidae. Inga underarter finns listade.